# فيلنوس
فيلنوس (بالألمانية: Villnöß، بالإيطالية: Funes) هي بلدية في جنوب تيرول في شمال إيطاليا، وتقع على بعد قرابة 30 كيلومتر (19 ميل) شمال شرق مدينة بولزانو.

## الجغرافيا
في 30 نوفمبر 2010، بلغ عدد سكانها 2,552 نسمة ومساحتها حوالي 81.2 كيلومتر مربع (31.4 ميل2).
تحتوي بلدية فيلنوس على الفرازيوني (التقسيمات، وخصوصاً القرى والنجوع) كول (Colle)، سان جاكوبو (San Giacomo)، سانتا مادلينا (Santa Maddalena)، سان بطرس (San Pietro)، سان فالنتينو (San Valentino) وتيسو (Tiso).
تحد فيلنوس البلديات التالية: بريكسين، كلاوسن، لاين، أورتيجي، سان مارتن دي تور، سانتا كريستينا جيردينا وفيلدتورن.

## التاريخ

### شعار النبالة
يُمثل الشعار ثلاث نقاط هرالدية بيضاء على أرضية زرقاء، حيث ترمز النقاط الثلاث إلى مجموعة أودل عند مدخل وادي فونس. تم اعتماد الشعار عام 1967.

## المجتمع

### التوزيع اللغوي
وفقاً لتعداد 2011، يتحدث 97.69% من السكان اللغة الألمانية، و1.99% الإيطالية، و0.32% اللادينية كلغة أولى.

## روابط خارجية
- باللغة الألمانية الصفحة الرئيسية للبلدية